# Ignaz Breitegger
Ignaz Breitegger (* 15. April 1872 in Kellerberg; † 14. Juli 1946 ebenda) war ein österreichischer Politiker.

## Leben
Breitegger war der Sohn des Besitzers der Neuwirtrealität Johann Breitegger (* 3. November 1824; † 7. April 1886) und dessen Ehefrau Antonia geborene Guntsche (* 25. Januar 1831; † 19. Mai 1903). Er war römisch-katholisch und heiratete am 16. Juni 1895 Maria Sagmeister (* 11. Oktober 1874; † 6. Januar 1959). Aus der Ehe gingen drei Söhne hervor.
Er war Besitzer der Neuwirth-Realität und amtierte von 1899 bis 1919 als Bürgermeister von Kellerberg (heute Gemeinde Weißenstein). Er war Gründungsmitglied und Kommandant der Freiwilligen Feuerwehr Kellerberg und Obmann des Kärntner Bauernbundes bis 1920. Für seine Leistungen wurde er zum Ehrenbürger der Gemeinde Weißenstein ernannt.
Vom 16. April 1903 bis zum 20. September 1915 war er Abgeordneter im Kärntner Landtag. In der IX. Wahlperiode von 1903 bis 1919 war er Mitglied des volkswirtschaftlichen und des Revisionsausschusses und in der X. Wahlperiode von 1909 bis 1915 Mitglied des Bau-, des Schul- und des volkswirtschaftlichen Ausschusses. Er gehörte dem Klub KBB an. Eine Entsendung in die Kärntner Vorläufige Landesversammlung durch den KBB scheiterte an seinem Gesundheitszustand.